# Black Rocks (St. Kitts)

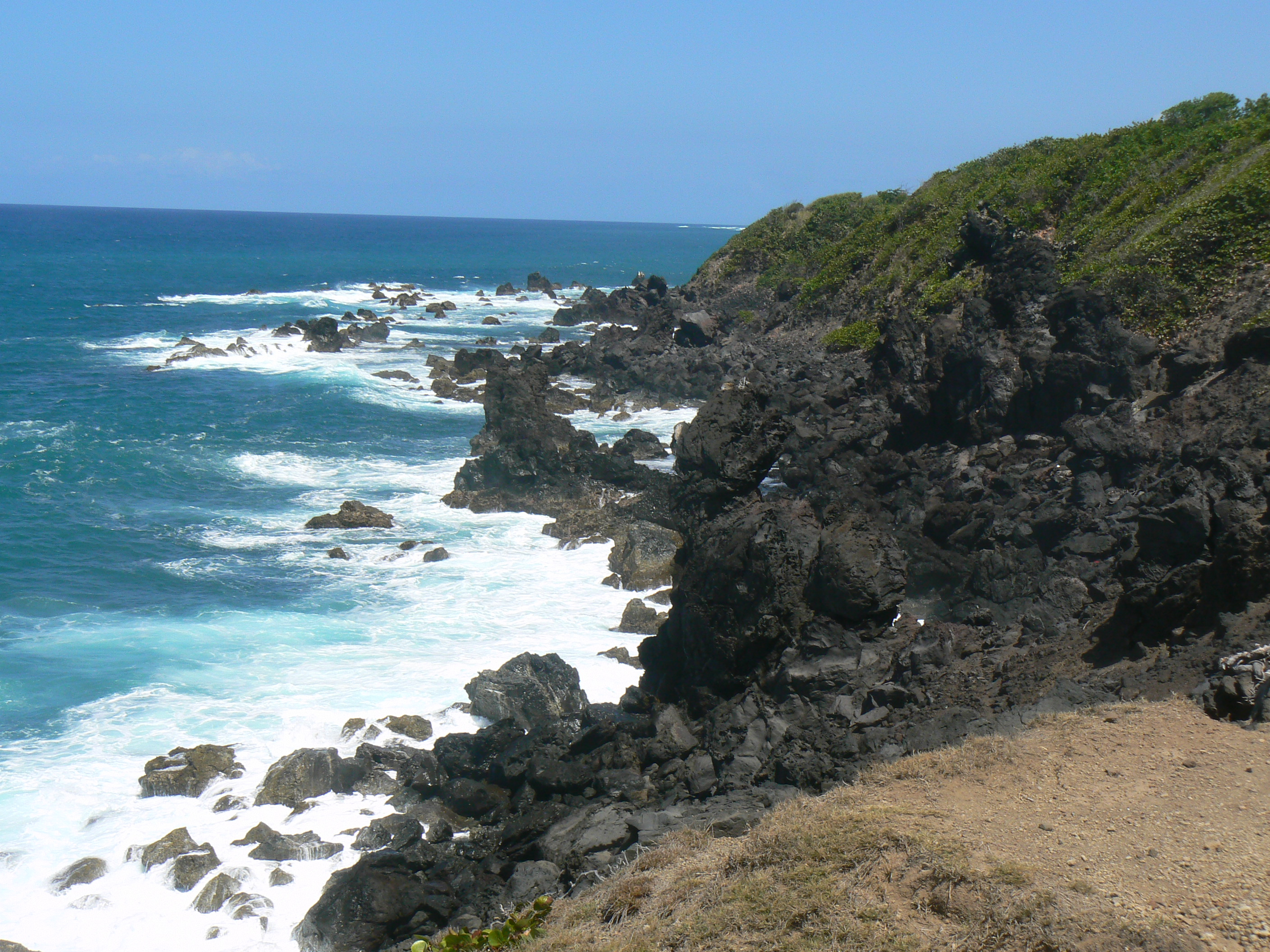
Black Rocks

Black Rocks oder Black Stone ist eine spektakuläre Felsformation an der Nordküste der Insel St. Kitts.
Die schwarzen Felsen der Steilküste liegen im Gebiet des Parish Saint John Capisterre, wenige hundert Meter östlich der Siedlung Saddlers, gerade nördlich von Belle Vue.
Die Lavafelsen entstanden durch einen Vulkanausbruch des Mount Liamuiga vor mehr als 1800 Jahren. Durch Erosion bildeten sich an der Küste bizarre Felsformationen.
Koordinaten: 17° 24′ 13,9″ N, 62° 46′ 49,8″ W